# Borromei Szent Károly
Borromei Károly (olasz: Carlo Borromeo, latin: Carolus Borromeus), katolikus nevén Borromei Szent Károly (Arona, 1538. október 2. – Milánó, 1584. november 3.) olasz bíboros érsek, a római katolikus egyház egyik nagy reformátora, a tridenti zsinat határozatainak első végrehajtója.

## Származása, tanulmányai
A milánói hercegséghez tartozó, lombardiai Arona grófjának székvárosában, a gróf harmadik gyermekeként született. Anyját, Medici Margitot, aki IV. Piusz pápa húga volt, már csecsemő korában elvesztette. Ezután mostohaanyja, Tassea dal Verme nevelte, és azért, hogy elfoglalhassa a családnak fenntartott egyházi javadalmakat, klerikusnak adta a fiút, aki ezért már tizenkét évesen reverendát öltött. Egyúttal ő lett a római bencés kolostor kommendátor apátja, ami a gyakorlatban azt jelentette, hogy megkapta a kolostor jövedelmét, az apát teendőit pedig egy szerzetes látta el helyette. A hozzávetőleg évi kétezer aranyra rúgó bevételt Károly nem adta át családjának, hanem sajátjaként kezelte, és gyakorlatilag szétosztotta a szegények között. Néhány év múlva már ő kormányozta az egész családi birtokot, és az akkor még csak bíboros nagybátyja jóvoltából két apátság javadalmát is megkapta.
Tizenhat éves korában Páduába küldték, hogy jogot tanuljon. Hat év elteltével egyházi és világi jogból is sikeresen doktorált. Alighogy befejezte tanulmányait, nagybátyját pápává választották, őt pedig Rómába hívta, bíboros kamarássá (camerlengo) és a Milánói főegyházmegye apostoli kormányzójává tette. Magatartása életvitele egyaránt rendkívül világias volt egészen szeretett bátyja, Frigyes haláláig – a gyász azonban egy csapásra a buzgó vallásosság felé fordította.

## Az egyház reformja
1563-ban pappá és püspökké szentelték. Sokat tett a tridenti zsinat befejezéséért, és miután az véget ért, 1565-ben megkapta a milánói érsekséget, hogy ott végrehajtassa a határozatokat. E szerepben szervezőkészségével és apostoli buzgóságával tűnt ki – már 1565 szeptemberére összehívta a tartományi zsinatot – Lombardia, Piemont, Liguria és Emilia püspökeit – és elrendelte:
- a liturgia,
- a vagyonkezelés,
- klérus képzése,
- a jótékonyság ellenőrzése,
- az anyakönyvek teljes reformját. Ezen intézkedései váltak a többi itáliai püspök hasonló rendelkezéseinek mintájává.

Reformjai számos érdeket sértettek, így azokat ellenségesen fogadta:
- a világi klérus (főleg az előkelő családból származó kanonokok),
- sok szerzetes,
- számos hivatalnok (a városi helytartó, a szenátus, a spanyol udvar).

Amikor föloszlatta a ferences rend humiliátusok ágát (amely semmibe vette intézkedéseit), egy szerzetes merényletet kísérelt meg ellene. Amikor az egyház bírói joghatósága miatt nyíltan szembekerült II. Fülöp spanyol király helytartójával, kiközösítette, pedig tudta, hogy a király ezért el is űzheti püspöki székéből. Egymást követő konfliktusaiból sorra győztesen került ki, amit kisebb részt kiváló rokoni kapcsolatainak, nagyobbrészt egyre gyarapodó személyes tekintélyének köszönhetett.
A reform döntő elemének a papnevelés megújítását tartotta, ezért már 1565-ben internátust és iskolát nyitott a papnak készülők számára; ez lett a milánói szeminárium őse. A lakosság vallásos képzésének javítása érdekében felkarolta a Castellis da Castello által 1536-ban alapított hittaniskola ügyét is, Paviában pedig a műveltebb hívők lelki képzésére megnyitotta a Borromeum Intézetet.
Kivételesen sokat látogatta egyházmegyéjét, hogy személyesen győződjön meg a reformok haladásáról, a vallásos élet megtisztításáról.

## A pestis

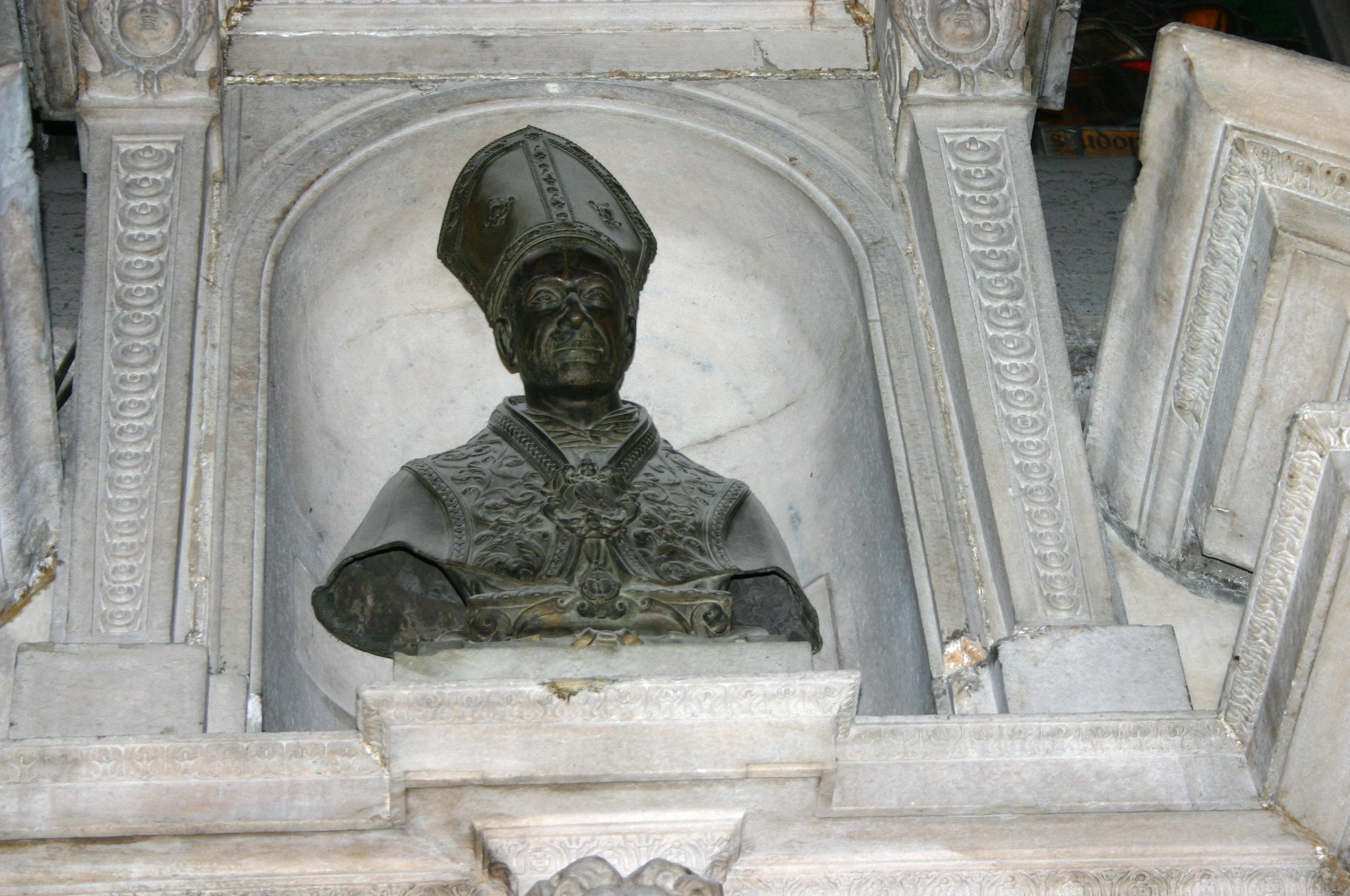
Mellszobra, Giovanni Andrea Biffi alkotása a milánói dómban

Az 1567. évi pestisjárvány idején, amikor a város valamennyi vezetője elmenekült Milánóból, a helyén maradt, és ápolta a betegeket. Részben saját javaival, részben a gazdagok adományaival segített: ruhát, élelmiszert, gyógyszert adott az embereknek. Menhelyeket állíttatott föl, a betegeket ideiglenes kórházakba gyűjtötték össze. A járvány tetőpontján zárlatot kellett elrendelni mindazoknak, akik saját házukban maradtak. Ezeknek – főleg a betegeknek és a haldoklóknak – az érsek ambuláns szolgálatot szervezett. Helytállása miatt az 1567-es járványt később „Szent Károly pestisének” nevezték el.
A járvány idején megfogadta, hogy ha az Úr véget vet a szenvedésnek, hálából elzarándokol a franciaországi Chambérybe, ahol Jézus híres halotti leplét, az egyház egyik legnevezetesebb kegytárgyát őrizték. Akkoriban meglehetősen viszontagságos útnak számított az átkelés az Alpokon, ezért Emánuel Filibert savoyai herceg, aki meg akarta kímélni Károlyt az ezzel járó törődéstől, Torinóba vitette a leplet, amely azóta a torinói lepel néven ismert.

## Halála, utóélete
Minden vagyonát a szegényekre költötte, a templomokban, kolostorokban és a szerzetesrendekben elburjánzott visszaéléseket felszámolta. Ez a munka felőrölte életerejét, és amikor ezt még kemény böjttel és vezekléssel tetézte, szervezete felmondta a szolgálatot. Negyvenhat évesen halt meg.
V. Pál pápa avatta szentté, 1610-ben. Holtteste a milánói dómban, szíve a római Szent Ambrus és Úti Szent Károly bazilikájában nyugszik. 1613 óta ünnepét november 4-én tartják.